# Amerikaanse botervis
De Amerikaanse botervis (Peprilus triacanthus) is een straalvinnige vis uit de familie van grootbekken (Stromateidae), orde van baarsachtigen (Perciformes). De vis kan een lengte bereiken van 30 centimeter.

## Leefomgeving
Peprilus triacanthus komt in zeewater en brak water voor. De soort komt voor in subtropische wateren in de Atlantische Oceaan, op een diepte tot 15 meter.

## Relatie tot de mens
Peprilus triacanthus is voor de visserij van aanzienlijk commercieel belang. In de hengelsport wordt er weinig op de vis gejaagd.